# Bendecida
«Bendecida» es el título de una canción del grupo español de rock and roll Héroes del Silencio, perteneciente a su tercer álbum de estudio, El espíritu del vino, publicado en 1993. Es un tema melódico compuesto por el líder de la banda, Enrique Bunbury, influenciado por una relación sentimental con una actriz italiana, Benedetta Mazzini.
Fue, también, una de las canciones elegidas para interpretar durante los conciertos que el grupo ofreció en su gira de despedida Héroes del Silencio Tour 2007.

## Contexto
En junio de 1993, Héroes del Silencio publicaron su tercer álbum de estudio, El espíritu del vino, que significó para el grupo zaragozano un cambio muy importante con respecto a su anterior trabajo, Senderos de traición, con una gran influencia de su productor, el ex componente de Roxy Music, Phil Manzanera. Se puso de manifiesto en este trabajo la profunda transformación que estaba sufriendo el grupo y, sobre todo, la influencia de sus actuaciones en directo en sus trabajos de estudio.

## Formato
A pesar de ser uno de los temas más carismáticos de la banda, Bendecida no llegó a ser publicada como sencillo, ocupando el corte n.º 15 del formato en CD del álbum, que también fue publicado en formato LP. Esta canción también fue incluida en el disco Tour 2007 (2007), así como en los DVD El ruido y la furia (2000) y The Platinum Collection (2006).

## La canción
Bendecida es la primera parte de una trilogía de canciones con este título alrededor de una historia de amor vivida por su creador: "Bendecida", "Bendecida 2" y "La chispa adecuada (Bendecida 3)". En un momento de gran actividad artística y personal, Enrique Bunbury compuso este tema influenciado en el título por el nombre de la actriz italiana Benedetta Mazzini, con quien mantuvo una relación sentimental. La letra, plagada de sensaciones y pensamientos, tiene también alusiones al viaje realizado por Bunbury a la India y Nepal poco antes de la composición del disco: "Nos hicimos la promesa de los lagos de Pokhara".

...de las brasas de una constelación, al mundo perecedero; Bendecida fue la causa de mi fortuna...

Musicalmente, es una melodía agradable y pegadiza. A pesar de querer reflejar el agradecimiento por haber vivido una relación importante, en algunos momentos adquiere un tono triste y melancólico. Predominan las guitarras, que llevan el peso del tema.